# Pietro Antonio Daverio
Pietro Antonio Daverio (Milano, 1564 – Milano, 1621-1622) è stato uno scultore italiano.

## Biografia
Molto poche sono le notizie sullo scultore Pietro Antonio Daverio risulta registrata la nascita nella basilica di San Babila a Milano nel 1564, allievo di Francesco Brambilla di cui sposerà la figlia Margherita e dalla quale ebbe più figli, la sorella Vittoria sposerà il pittore Enea Salmeggia.
La sua attività di scultore è documentata dal 1588 sugli Annali della fabbrica del duomo di Milano con un pagamento A magistro Pietro Antonio Daverio, qual ha finito la statua di s. Gervasio incominciata dal Padoano, qual è morto avanti il finimento di essa, 1. 180., data la mancanza di informazioni sul suo apprendistato, si presume che lo scultore ebbe la sua formazione artistica proprio nel grande cantiere del Duomo di Milano, dove risulta presente fino al 1619, con la realizzazione di tantissime opere.
Tra queste gli viene attribuita la statua di santa Monica, che era posta sul capitello del pilone 74, rappresenta la santa coperta dal velo che lentamente sposta con la mano destra, mentre nella sinistra regge un libro aperto, probabilmente eseguita nei primi anni del 1600. Sua la statua di santa Cristina posta nella cappella di santa Agata modellata dal Brambilla, così come san Giacomo minore posto nella cappella di san Giovanni Battista.

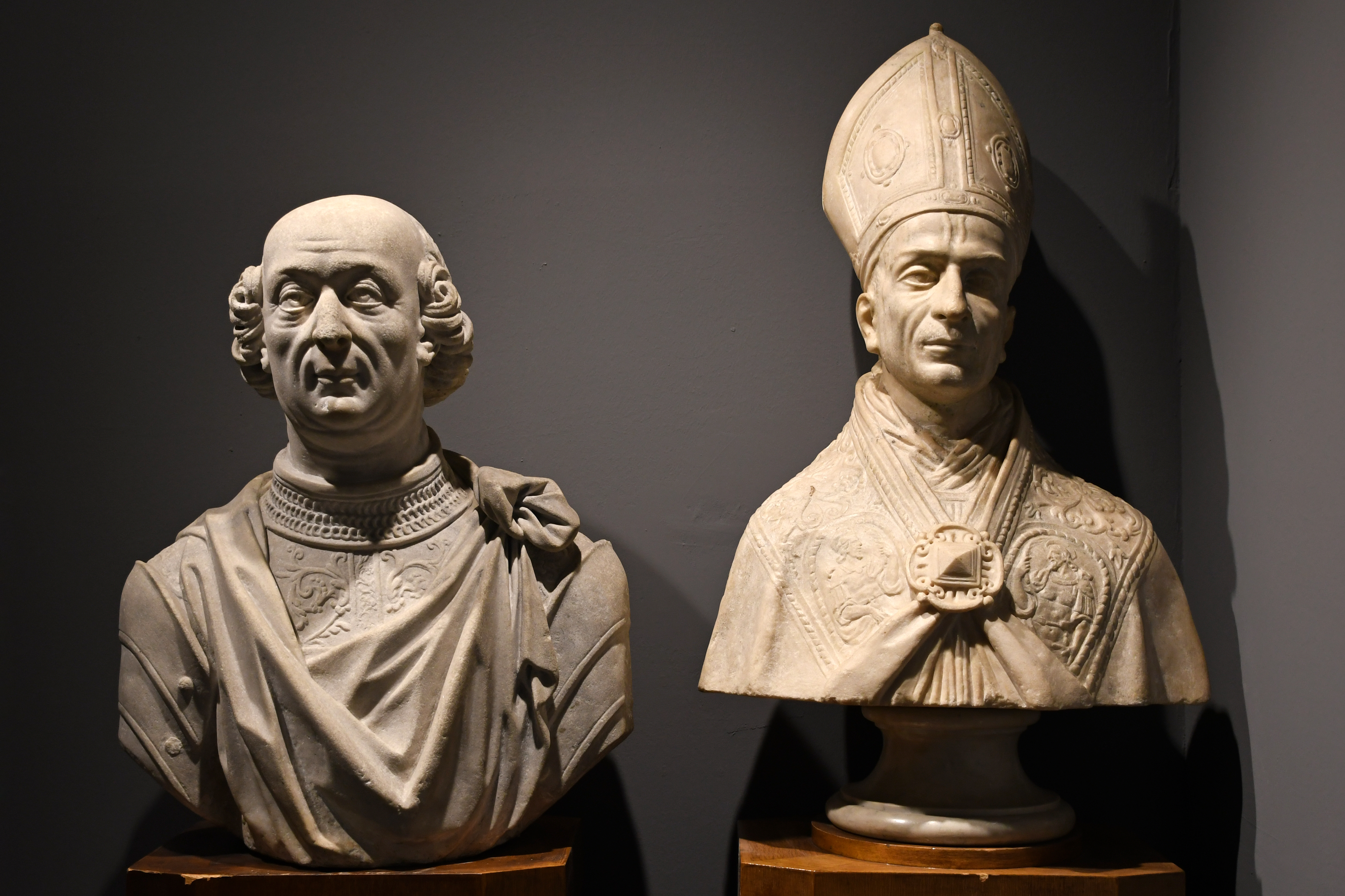
I busti di Francesco Sforza e Carlo Borromeo nelle Raccolte d'arte dell'Ospedale Maggiore di Milano

La sua capacità di terminare e interpretare le opere di altri scultori più rinomati di lui tra i quali Francesco Brambilla, lo portarono ad essere sempre una parte minore nella fabbrica milanese. Nel 1595 gli venne commissionata la realizzazione di un busto rappresentante Carlo Borromeo per l'ospedale Maggiore di Milano, il busto venne realizzato nel 1603, il lavoro risulta sobrio ma ben eseguito, sebbene il soggetto fosse più volte raffigurato, e fosse d'obbligo farne un ritratto somigliante, seppe darne originalità animandone il piviale e la mitra vescovile con dettagli decorativi. Qualche anno dopo gli venne commissionata la realizzazione del busto di Francesco Sforza, del quale risulta un pagamento di 180 lire nel 1606. Il soggetto era individuabile solo su documentazione iconografica e non da fonte diretta, ma il Daverio riuscì a darne una immagine corretta, chiuso nella sua armatura ricamata chiusa dentro un mantello annodato sulle spalle, il viso dalla dolce espressione è solcato dalle rughe dell'età che ne appesantiscono i lineamenti. Il busto venne salvato dal bombardamento del secondo conflitto mondiale.
Rimase sempre fedele alla sua formazione tardo manieristica del Brambilla e pure diventando comprimario di Gian Andrea Biffi per la realizzazione della statua della Pietà da porre sul monumento funebre di Pellegrino Tibaldi non si lasciò mai condizionare dallo stile più inquieto del giovane milanese.
Le ultime commissioni risultano essere due statue raffiguranti una santa Cancianilla e una santa Pelagia, sempre dagli annali risulta che il pagamento di questo ultimo lavoro venne riscosso dal figlio Carlo dopo la sua morte avvenuta a cavallo tra il 1621 e il 1622.